# Elias Salomon

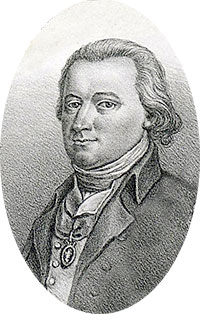
Elias Salomon.

Elias Salomon (eller Saloman), född den 9 mars 1751 i Stockholm, död där den 19 februari 1808, var en svensk läkare. Salomons föräldrar var badareåldermannen Ernst Diedrich Salomon och Sofia Elisabet Schiller. Ernst Salomon var hans bror.

## Biografi
Vid tjugo års ålder antogs han till lärling hos stadsfältskären Stützer, och från 1775 undervisades han av Olof af Acrel och användes av honom emellanåt som biträde vid mindre operativa ingrepp. Under något av sina sjukbesök på hovet blev Salomon känd av Gustav III, som lät för honom utfärda assessors fullmakt, och – fastän Salomon aldrig avlagt någon universitetsexamen – år 1783 utnämna honom till förste livkirurg i survivans och till regementsfältskär vid Svea livgarde. 
Under kungens italienska resa året därefter var Salomon med och blev i Bologna upphöjd till förste livmedikus och assessor i Collegium medicum. Efter sin hemkomst 1785 blev han utnämnd till medicine hedersdoktor och 1787 förordnades han till regementskirurg vid Livregementet till häst samt blev samma år tjänstgörande förste livmedikus. 
I denna egenskap följde han Gustav III 1788–1789 under kriget i Finland och fortfor att som läkare uppvakta honom till hans död. Kort därefter anklagades han, huvudsakligen av bergsrådet och läkaren Nils Dalberg, för att genom avsiktligt vårdslös behandling av kungens skottsår ha varit vållande till hans död. 
Anklagelsen berövade den anklagade inte heller förtroendet hos Gustav IV Adolf, som 1803 antog honom till sin tjänstgörande förste livmedikus, utnämnde honom till vice præses i Collegium medicum och tillade honom namn, heder och värdighet av arkiater. Han erhöll avsked från sina tjänster 1807.